# Vicunia
Vicunia, vicuña sau vigonia (Vicugna vicugna) este singura specie de animale rumegătoare din genul „Vicugna”, familia Camelidae, el fiind asemănător unui guanaco, însă mai mic și mai suplu.

## Caractere morfologice
Animalul are înălțimea la greabăn de 150 cm și o greutate de 50 kg. Partea superioară a corpului este brun deschis, iar partea ventrală (inferioară) de culoare albă. O caracteristică anatomică o prezintă dinții incisivi de pe maxilarul inferior care asemănător rozătoarelor cresc continu, ceva asemănător neîntâlnindu-se la alte rumegătoare. Blana are peri deși care îl apără de vântul rece și puternic din Anzii Cordilieri. El este domesticit în America de Sud, trăind și în forma sălbatică în regiunile înalte între 3500 și 5500 m, în Ecuador, Peru, Bolivia, Argentina și Chile. Ca și guanaco, vicuña trăiește în grupuri sub formă de harem sub conducerea unui mascul care apără teritoriul.